# يفون روبرت
يفون روبرت هو مصارع محترف كندي، ولد في 8 أكتوبر 1914 في فردان في كندا، وتوفي في 12 يوليو 1971 في لافال في كندا بسبب نوبة قلبية.

## روابط خارجية
- يفون روبرت على موقع CageMatch worker (الإنجليزية)
- يفون روبرت على موقع قاعة كيبيك للمشاهير الرياضية (الفرنسية)